# Charles Catton
Charles Catton (1728, Norwich – 28. srpna 1798, Londýn), někdy označovaný jako Charles Catton starší, byl významný anglický malíř, krajinář, malíř zvířat a figuralista konce 18. století a jeden ze zakládajících členů Královské akademie umění (Royal Academy of Arts).

## Životopis
Catton se narodil v Norwichi v Norfolku v roce 1728 a údajně byl jedním z 35 dětí, které měl jeho otec ze dvou manželství. Vyučil se u londýnského malíře (podle některých zdrojů u truhláře) jménem Maxwell. Studoval malování na St.Martin's Lane Academy. Proslul hlavně jako malíř krajin a zvířat.
Stal se členem Společnosti umělců Velké Británie (Society of Artists of Great Britain) a v letech 1760–1764 vystavoval v jejích galeriích řadu obrazů. Maloval rovněž pro krále Jiřího III.
V roce 1784 se stal mistrem Ctihodné společnosti malířů (Worshipful Company of Painter-Stainers). V Královské akademii umění vystavoval od jejího založení až do své smrti.
Jeho syn Charles Catton mladší (1756–1819) byl také malířem.